# F.S
F.Sは、日本のキャラクターデザイナー、漫画家。ゲーム作品のキャラクターデザインやカードイラスト等で活動している。

## 参加作品

### キャラクターデザイン
- アラド戦記（メイジ）
- クイーンズブレイド（歴戦の傭兵 エキドナ、古代の王女 メナス、千変の刺客 メローナ）
- クイーンズブレイド リベリオン（月影の踊り子 ルナルナ）
- 三国志大戦（C牛金、C裴元紹、DS-R黄月英、C何太后、C蔡夫人、UC沙摩柯、C王允、C歩隲 他）

### イラスト
- 『オタめしクッキング』（著：綾川ゆんまお 出版社：プレスト） 2007年8月発売 ISBN 978-4-76621-082-8
- 『迷宮キングダム』（雑誌掲載時）
- 橋村朋華 マウスパッド

### 単行本
- 『氷川遥のアメージングな受難』（桃園書房） 2005年5月発売 ISBN 978-4-80784-049-6 (共著：江口尋名義で作画担当、原案 山咲万里）
- 『捕虜の掟』（エンジェル出版） 2006年6月17日発売 ISBN 978-4-87306-240-2
- 『嬲者』（三和出版） 2007年2月発売 ISBN 978-4-88356-381-4
- 『F.S ISM』（ジーウォーク） 2008年11月5日発売 ISBN 978-4-86297-069-5
- 『魔乳』（三和出版） 2009年4月28日発売 ISBN 978-4-88356-425-5